# Сіміонешть (Нямц)
Сіміонешть, Сіміонешті (рум. Simionești) — село у повіті Нямц в Румунії. Входить до складу комуни Кордун.
Село розташоване на відстані 288 км на північ від Бухареста, 37 км на схід від П'ятра-Нямца, 58 км на захід від Ясс.

## Населення
За даними перепису населення 2002 року у селі проживали 862 особи, усі — румуни. Усі жителі села рідною мовою назвали румунську.